# Westport (Massachusetts)
Westport – miasto portowe w Stanach Zjednoczonych, w stanie Massachusetts, w hrabstwie Bristol.